# 1889年至1890年英格蘭足總盃
1889/90球季英格蘭足總盃（英語：FA Cup），是第19屆英格蘭足總盃，今屆賽事的冠軍是布力般流浪，他們在決賽以6:1擊敗錫周三，奪得冠軍。本屆賽事繼續在橢圓體育場舉行。
面對次級聯賽的星期三，布力般順利大勝對手。

## 外部連結
1. 英格蘭足總盃官網Archive-It的存檔，存档日期2012-04-24
2. 英格蘭足總盃 歷屆冠軍（页面存档备份，存于）